# Gracze (województwo opolskie)
Gracze (niem. Graase) – wieś w Polsce położona w województwie opolskim, w powiecie opolskim, w gminie Niemodlin.
W latach 1954–1972 wieś należała i była siedzibą władz gromady Gracze. W latach 1973–1975 miejscowość była siedzibą gminy Gracze. Wieś ma trzy przysiółki: Kolonia Leśna, Kolonia Robotnicza oraz Kolonia Duża.

## Opis
W Graczach znajdują się publiczne przedszkole, publiczna szkoła podstawowa oraz kopalnia bazaltu. Jest tu także centrala nasienna, na terenie której znajduje się Dom Monaru.
We wsi działa klub sportowy Skalnik Gracze, którego sekcja piłki nożnej występowała w sezonie 2002/2003 i ponownie od sezonu 2005/2006 w III lidze, a w sezonie 2004/05 grała w fazie grupowej Pucharu Polski (grupa 7), eliminując m.in. krakowską Cracovię.

## Historia
Obecnie – Gracze, w 1447. Grasz, 1581. Grase, 1845. Graase, założone zostały na przełomie wieku XIII i XIV, a dokładniej, pierwsze wzmianki o centralnym elemencie wsi – kościele parafialnym znaleźć można w dokumencie z roku 1376, w dokumentach biskupa von Sabina.
Prawdopodobnie nazwa „Gracze” pochodzi od nazwiska „Gracz”. W roku 1581 Kasper von Pukler będący właścicielem dóbr niemodlińskich, a później także i okolicznych wiosek, zagorzały luteranin, sprowadził na tereny ziem niemodlińskich kaznodziejów ewangelickich. Warto jednak wspomnieć, iż dwa lata przed przejęciem przez niego ziem, tereny owe były czysto katolickie. W roku 1678, aż ¾ mieszkańców obecnej gminy stanowili ewangelicy, jednak w następnym dziesięcioleciu powrócono do katolicyzmu, ewangelicy przenieśli się natomiast na tereny aktualnego powiatu brzeskiego. W roku 1740 władze pruskie, podczas zajęcia Śląska, zaczęły wspierać protestantów poprzez uprzywilejowanie oraz rozbudowę kościołów protestanckich i szkół.
„W czasach reformacji w Graczach zawiązała się silna grupa ewangelików, która zdołała przetrwać okres wojny 30-letniej. W 1741 roku w wiosce pozostawało jeszcze 38 ewangelickich gospodarzy, którzy zaraz po przyłączeniu Śląska do Prus wybudowali w 1744 roku drewniany kościół. Kościół ten spłonął jednak w 1794 roku (…). Z pomocą ofiarodawców i wsparciu władzy ziemskiej (katolickiej) w 1795 roku kościół odbudowano już jako murowany z cegły i wyposażono w dzwonnicę o wysokości 28 m. Stosunki ewangelickiej ludności do katolickiej władzy były więc poprawne, pomimo iż Gracze, podobnie jak i sąsiednie Radoszowice, wcześniej stanowiły centrum zarzewia rokoszu chłopów, sprawiając sporo kłopotów ówczesnym miejscowym feudałom. Graczewska gmina ewangelicka powstała w 1773 roku i skupiała wokół siebie protestantów (…).Ostatnim pastorem graczewskiej parafii był wielebny Martin Stolzenburg. Podczas wojny kościół został uszkodzony, a po 1945 roku rozebrany. (…) W 1783 roku w Graczach funkcjonują dwie parafie i dwie szkoły: Katolicka i Ewangelicka, wieś należy do hrabiego Praschmy, liczy 324 mieszkańców.”
Od końca XVIII w. wieś posiadała własną pieczęć gminną, na której wizerunku przedstawiono jelenia skierowanego w prawo, w skoku nad wzgórzem, po lewej stronie drzewo liściaste.
W roku 1830 mieszkało tu 403 ewangelików i 60 katolików, natomiast 100 lat później parafia katolicka liczyła 232 wyznawców, a protestancka 447. W roku 1940 powstał w Graczach hitlerowski obóz pracy. Mieścił się w lesie, przebywało w nim średnio 500 Żydów. Więźniowie pracowali przy budowie autostrady Berlin–Katowice do roku 1944, kiedy to obóz został zlikwidowany.
„Na początku lutego 1945 roku mieszkańcy opuścili Gracze. W dniach 4 i 5 lutego front zbliżył się do wioski, która niedługo po tym zajęta została przez Rosjan. Część uciekinierów powróciła wraz z zakończeniem działań wojennych, ale ich gospodarstwa zajęte już były przez polskie rodziny, a we wsi utworzono posterunek milicji. Niemiecką ludność wydalono 21.06.1946 roku. Niewiele rodzin, najczęściej fachowców z kamieniołomu, mogło tu pozostać; wielu z nich opuściło starą ojczyznę rok później.”
„Ważnym impulsem dla rozwoju miejscowości i do sprawniejszego wykorzystania okolicznych bogactw naturalnych było doprowadzenie linii kolejowej w 1888 roku, która poprawiła w sposób zasadniczy warunki transportu wydobywanych i przetwarzanych surowców. Gracze z wolna stały się miejscowością przemysłową, co w typowo rolniczej prowincji nie występowało zbyt często”. Przyczynił się do tego kamieniołom, wydobywający bazalt, który istnieje do dziś dnia jako kopalnia Bazalt Gracze.

## Zabytki
Do wojewódzkiego rejestru zabytków wpisany jest:
- kościół par. pw. Trójcy Świętej, z 1696 r., 1824 r., którego historia sięga XIV w. Parafia wzmiankowana w 1376 r., a kościół parafialny pw. NMP wzmiankowany w rejestrze świętopietrza z 1447 r. w archiprezbiteriacie niemodlińskim. W XVIII w. pw. Trójcy Świętej, jako filia parafii w Niemodlinie, a od 1890 r. jako filia Rogów. Na nowo erygowano parafię w 1950 r., obejmuje ona pięć wiosek: Gracze, Magnuszowice, Molestowice, Radoszowice i Sarny Wielkie.

Inne zabytki:
- cmentarz niemiecki, przedwojenny (koniec XIX w.).